# Bocșa (Sălaj)
Pour les articles homonymes, voir Bocșa.
Bocșa (en hongrois Oldhbaksa) est une commune roumaine du județ de Sălaj, dans la région historique de Transylvanie et dans la région de développement du Nord-ouest.

## Géographie

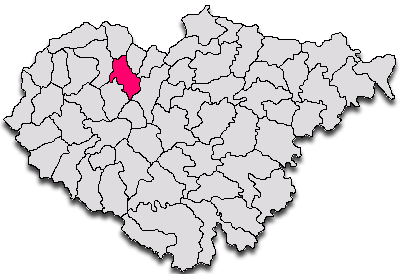
Localisation de Bocșa dans le județ de Sălaj.

La commune de Bocșa est située dans le nord-ouest du județ, dans la vallée de la rivière Zalău, affluent de la Crasna, dans les collines de Măgurii, à 18 km au nord-ouest de Zalău, le chef-lieu du județ.
La municipalité est composée des quatre villages suivants (population en 2002) :
- Bocșa (1 014), siège de la commune ;
- Borla (15 282) ;
- Câmpia (269) ;
- Sălăjeni (598).

## Histoire

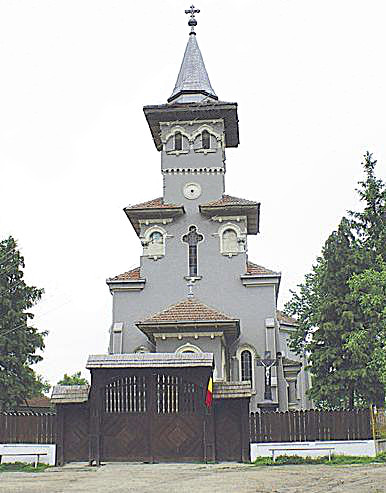
Église grecque-catholique de Bocșa

La première mention écrite de la commune date de 1349 sous le nom de baxa.
La commune, qui appartenait au royaume de Hongrie, faisait partie de la principauté de Transylvanie et elle en a donc suivi l'histoire.
Après le compromis de 1867 entre Autrichiens et Hongrois de l'empire d'Autriche, la principauté de Transylvanie disparaît et, en 1876, le royaume de Hongrie est partagé en comitats. Bocșa intègre le comitat de Szilágy (Szilágymegye).
À la fin de la Première Guerre mondiale, l'Empire austro-hongrois disparaît et la commune rejoint la Grande Roumanie.
En 1940, à la suite du deuxième arbitrage de Vienne, elle est annexée par la Hongrie jusqu'en 1944. Elle réintègre la Roumanie après la Seconde Guerre mondiale.

## Politique
Le Conseil Municipal de Bocșa compte 13 sièges de conseillers municipaux. À l'issue des élections municipales de juin 2008, Ioan Barou (PNL) a été élu maire de la commune.
| Parti                                      | Nombre de conseillers |
| ------------------------------------------ | --------------------- |
| Parti national libéral (PNL)               | 5                     |
| Union démocrate magyare de Roumanie (UDMR) | 5                     |
| Parti démocrate-libéral (PD-L)             | 2                     |
| Parti social-démocrate (PSD)               | 1                     |

## Démographie

### Ethnies
En 1910, à l'époque austro-hongroise, la commune comptait 2 000 Roumains (61,3 %) et 1 240 Hongrois (38 %).
En 1930, on dénombrait 2 342 Roumains (64,7 %), 1 191 Hongrois (32,9 %), 38 Juifs (1,05 %) et 44 Roms (1,35 %).
En 1956, après la Seconde Guerre mondiale, 2 705 Roumains (65,83 %) côtoyaient 1 339 Hongrois (32,59 %) et 62 Roms (1,51 %).
En 2002, la commune comptait 1 785 Roumains (51,54 %), 1 378 Hongrois (39,79 %) et 299 Roms (8,63 %). On comptait à cette date 1 450 ménages et 1 160 logements.

### Religions
En 2002, la composition religieuse de la commune était la suivante :
- Chrétiens orthodoxes, 49,89 % ;
- Réformés, 31,87 % ;
- Baptistes, 8,22 % ;
- Pentecôtistes, 3,40 % ;
- Grecs-Catholiques, 3,32 %.

## Économie
L'économie de la commune repose sur l'agriculture (dont vignobles 167 ha), l'apiculture et l'élevage.

## Communications

### Routes
Bocșa est située sur la route nationale DN1F (Route européenne 81) Zalău-Satu Mare.

### Voies ferrées
La commune est desservie par la ligne de chemin de fer Zalău-Sărmășag, inauguré en 1887.

## Lieux et monuments
- Bocșa, ancien hôtel de ville (1973-1938), musée Simion Bărnuțiu depuis 1985.

## Personnalités
- Simion Bărnuțiu (1808-1864), philosophe et homme politique roumain.
- Alimpiu Barbulovici (1834-1914), vicaire gréco-catholique
- Vasile Popițiu, né à Bocșa le 18 janvier 1872 et mort à Bocșa le 9 juillet 1946, était un homme d'affaires et homme politique roumain. Il a été le maire de Bocșa durant l'entre-deux-guerres. Il a eu une contribution très importante à l'édification de l'Église grecque-catholique de Bocșa[6].
- Ioan Șamșudan a été élu maire en 1996 et 2000
- Ioan Barou (né le 12 février 1975) a été élu maire en 2004 et 2008.

## Images

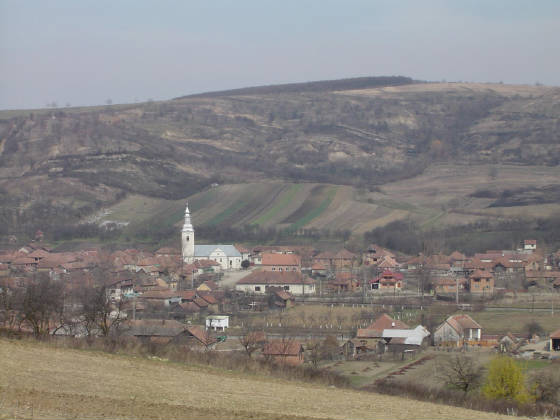
Borla
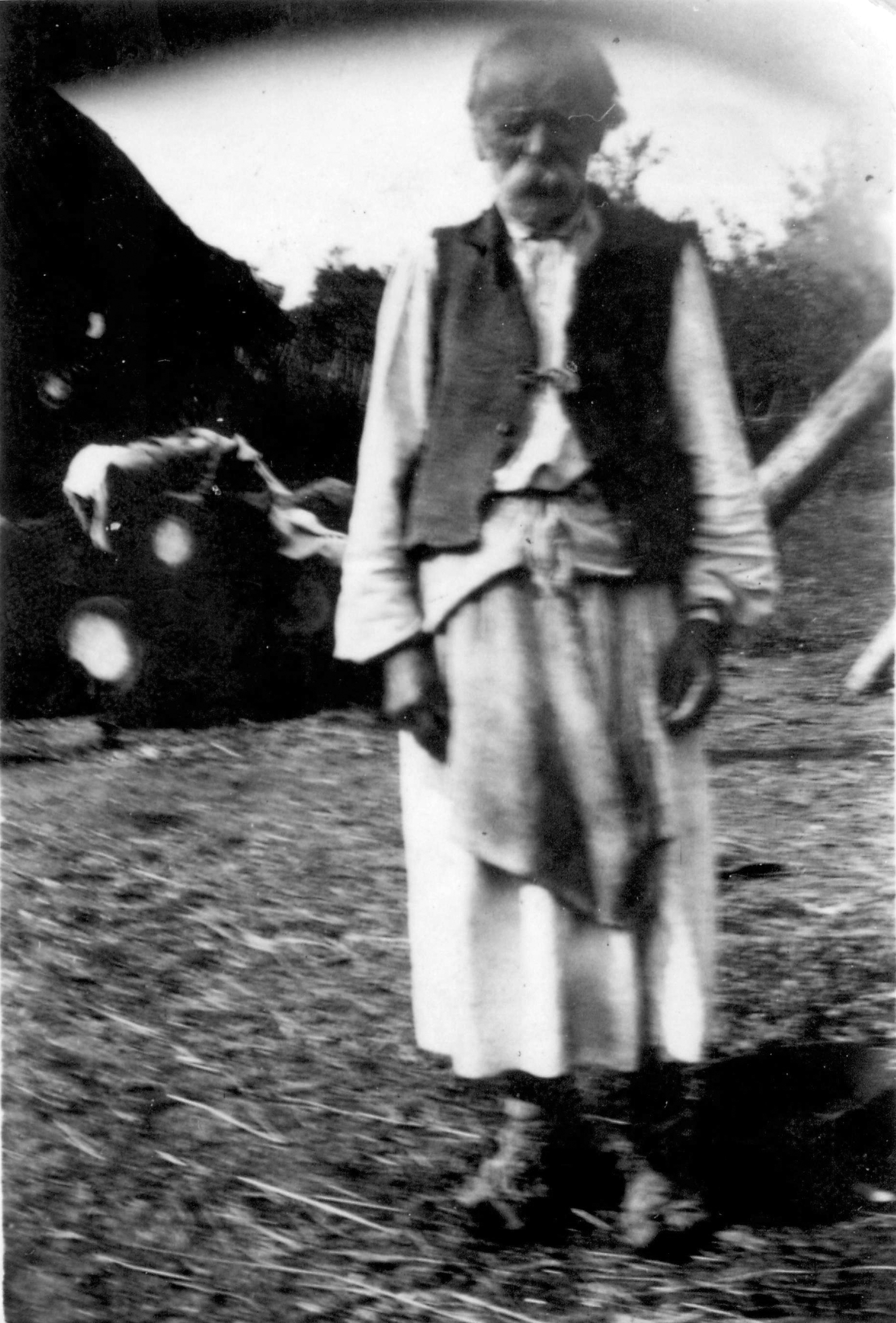
Un vieil homme en habits traditionnels de Bocșa
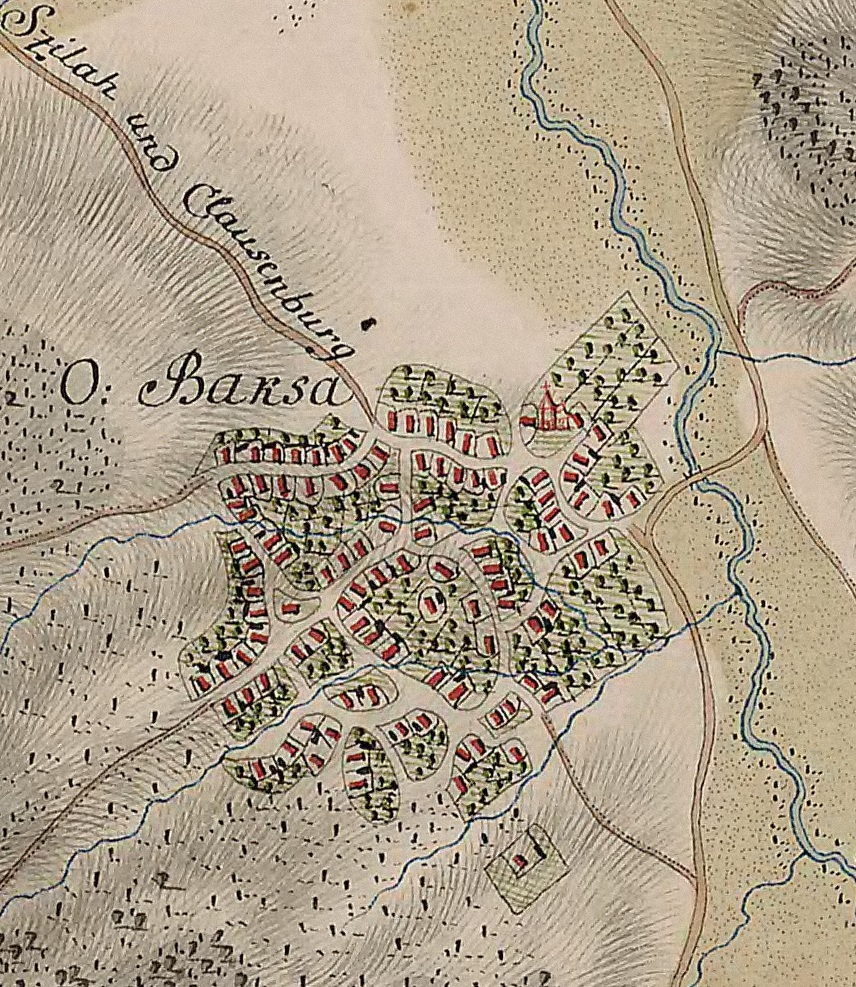
Bocșa au XVIIIe siècle
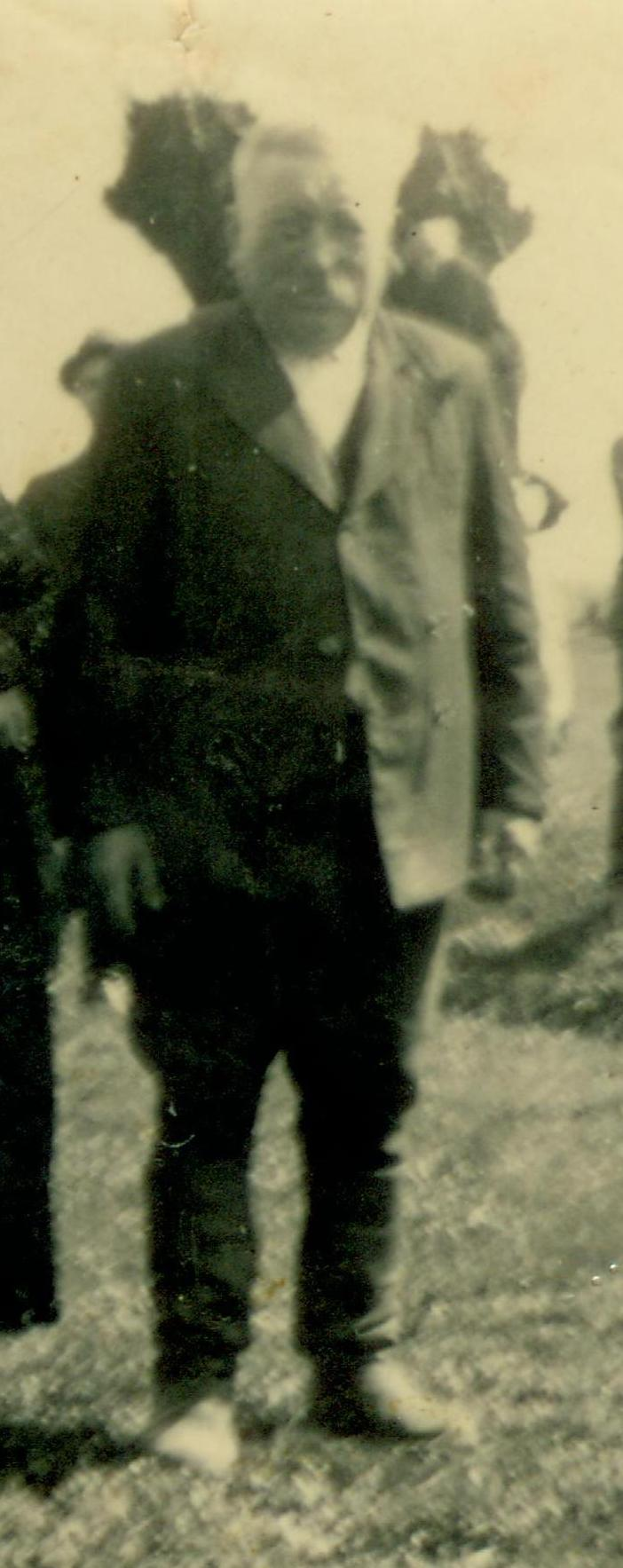
Vasile Popițiu (1872-1946) a été le maire de Bocșa durant l'entre-deux-guerres
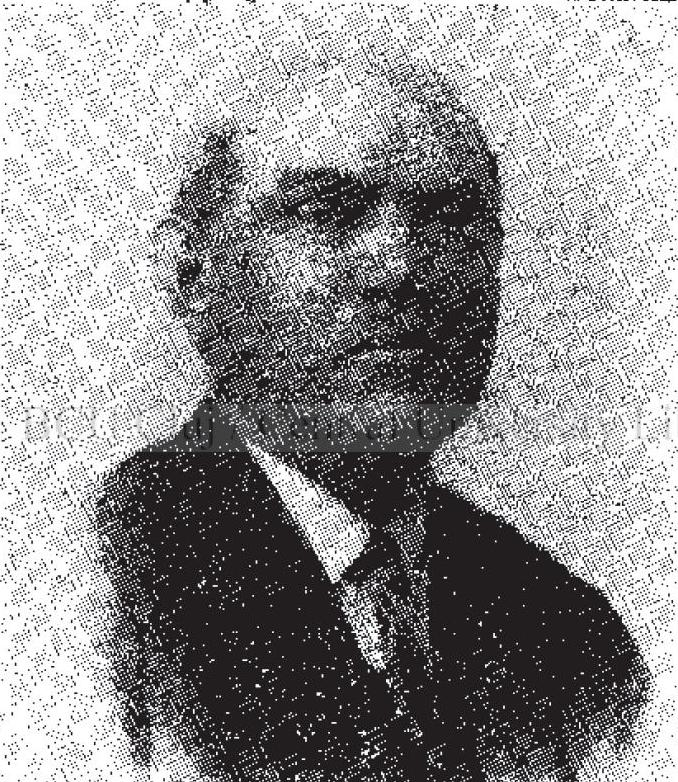
Emil Pocola, l'enseignant de Bocșa (1900-1924)